# Бабна Гора (община Доброва-Полхов Градец)
Вижте пояснителната страница за други значения на Бабна Гора.
Бабна Гора (на словенски: Babna Gora) е село в Словения, регион Средна Словения, община Доброва-Полхов Градец. Според Националната статистическа служба на Република Словения през 2015 г. селото има 192 жители.